# Astragalus cornu-caprae
Astragalus cornu-caprae är en ärtväxtart som beskrevs av Sirj. och Karl Heinz Rechinger. Astragalus cornu-caprae ingår i släktet vedlar, och familjen ärtväxter. Inga underarter finns listade i Catalogue of Life.